# Gundibós
Gundibós (llamada oficialmente Santiago de Gundivós) es una parroquia española del municipio de Sober, en la provincia de Lugo, Galicia.

## Otras denominaciones
La parroquia también es conocida por el nombre de Santiago de Gundibos.

## Límites
Limita al norte con la parroquia de Neiras, al este con el municipio de Monforte de Lemos, al sur con las parroquias de Brosmos y Bulso, y al oeste con las parroquias de Figueiroá, Liñarán y Proendos.

## Organización territorial
La parroquia está formada por veintiséis entidades de población, constando veintitrés de ellas en el nomenclátor del Instituto Nacional de Estadística español:

### Entidades de población
Entidades de población que forman parte de la parroquia:
- As Minas
- Campoverde (Campo Verde)
- Cancelos (Os Cancelos)
- Carboeira (A Carboeira)
- Carboeiro
- Castro (O Castro)
- Fondón (O Fondón)
- Gundibós o Vello (Gundivós o Vello)
- Iglesia (A Airexa)
- Lama (A Lama)
- Lamelas
- Moutarelle
- Naván (Nabán)
- Ouxille (Ousille)
- Pena (A Pena)
- Penelas
- Recimil
- Saas (Sas)
- Santa Mariña
- Santadriao
- Sobreira (A Sobreira)
- Vilanova
- Vilapedre

### Despoblados
Despoblados que forman parte de la parroquia:
- Donelle
- Momelle
- Seoane

## Demografía
| Gráfica de evolución demográfica de Gundibós entre 2000 y 2021 |
|                                                                |
| Datos según el nomenclátor publicado por el INE.               |